# جورجا سميث
جورجا سميث (Jorja Smith) من مواليد 11 يونيو 1997.هي مغنية و كاتبة أغاني إنجليزية.

## أغانيها

### كمغنية رئيسية
| "Blue Lights"                          | 2016 | —  | —  | —  | — | —  | Non-album single |
| "A Prince"                             | 2016 | —  | —  | —  | — | —  | Non-album single |
| "Where Did I Go?"                      | 2016 | —  | —  | —  | — | —  | Non-album single |
| "Beautiful Little Fools"               | 2017 |    | —  | —  | — | —  | سيُعلن لاحقاً      |
| "Teenage Fantasy"                      | 2017 | —  | —  | —  | — | —  | سيُعلن لاحقاً      |
| "On My Mind" (with Preditah)           | 2017 | 54 | 12 | 46 | 5 | 92 | سيُعلن لاحقاً      |
| "Let Me Down ‏" (بالإشتراك مع سترومزي)  | 2018 | 34 | —  | 54 | 3 | 67 | سيُعلن لاحقاً      |
| "—" تعني أن الأغنية لم تدخل أي تصنيف . |      |    |    |    |   |    |                  |

### كمشاركة في الأغاني
| العنوان                                                  | السنة | الترتيب                                | الترتيب   | الترتيب             | الترتيب | الترتيب          | الألبوم          |
| العنوان                                                  | السنة | تصنيف الأغاني المنفردة المملكة المتحدة | أولتراتوب | ترتيب أغاني أيرلندا | NZ      | هيت باراد سويسرا | الألبوم          |
| -------------------------------------------------------- | ----- | -------------------------------------- | --------- | ------------------- | ------- | ---------------- | ---------------- |
| "People" (Cadenza بالإشتراك مع Jorja Smith و Dre Island) | 2016  | —                                      | —         | —                   | —       | —                | Non-album single |
| "Tyrant" (كالي أوتشيس بالإشتراك مع Jorja Smith)          | 2017  | —                                      | —         | —                   | —       | —                | سيُعلن لاحقاً      |
| "جسر فوق المياه العكرة" (كجزء من جسر فوق المياه العكرة)  | 2017  | 1                                      | 26        | 25                  | —       | 28               | Non-album single |

## روابط خارجية
- جورجا سميث على موقع IMDb (الإنجليزية)
- جورجا سميث على موقع ميوزك برينز (الإنجليزية)
- جورجا سميث على موقع أول ميوزيك (الإنجليزية)
- جورجا سميث على موقع ديسكوغز (الإنجليزية)
- جورجا سميث على موقع قاعدة بيانات الفيلم (الإنجليزية)